# Euronext Dublin
Euronext Dublin (раніше Ірландська фондова біржа, ISE; ірл. Stocmhalartán na hÉireann) - головна фондова біржа ІрландіЇ. Ірландська фондова біржа була утворена шляхом об'єднання Коркської і Дублінської фондових бірж, одних з найстаріших бірж в Європі, історія яких тягнеться з 1793 року. 27 березня 2018 р Euronext оголосив про завершення придбання Ірландській фондовій біржі, що отримала назву  Euronext Dublin.
На Euronext Dublin котируються боргові та фондові цінні папери, і вона використовується як європейська біржа-шлюз для компаній, що прагнуть отримати доступ до інвесторів у Європі та за її межами. Понад 35 000 цінних паперів котируються на її ринках, біржа використовується понад 4 000 емітентами з більш ніж 85 країн для залучення коштів та доступу до міжнародних інвесторів.
Діяльність біржі регулюється Центральним банком Ірландії відповідно до Положення про ринки фінансових інструментів (MiFID). Установа є членом Світової федерації бірж та Федерації європейських фондових бірж.

## Ринки
Ірландська фондова біржа працює з 4 ринками (торговими майданчиками) - Основним ринком цінних паперів, основним ринком для ірландських та іноземних компаній; Ринком цінних паперів підприємств (ESM), ринком акцій, призначений для компаній, що розвиваються; Глобальним біржовим ринком (GEM), спеціалізовании ринком боргових зобов'язань для професійних інвесторів та Атлантичним ринком цінних паперів (ASM), ринком, призначеним для компаній, які бажають отримати подвійний лістинг в Ірландії та Сполучених Штатах.

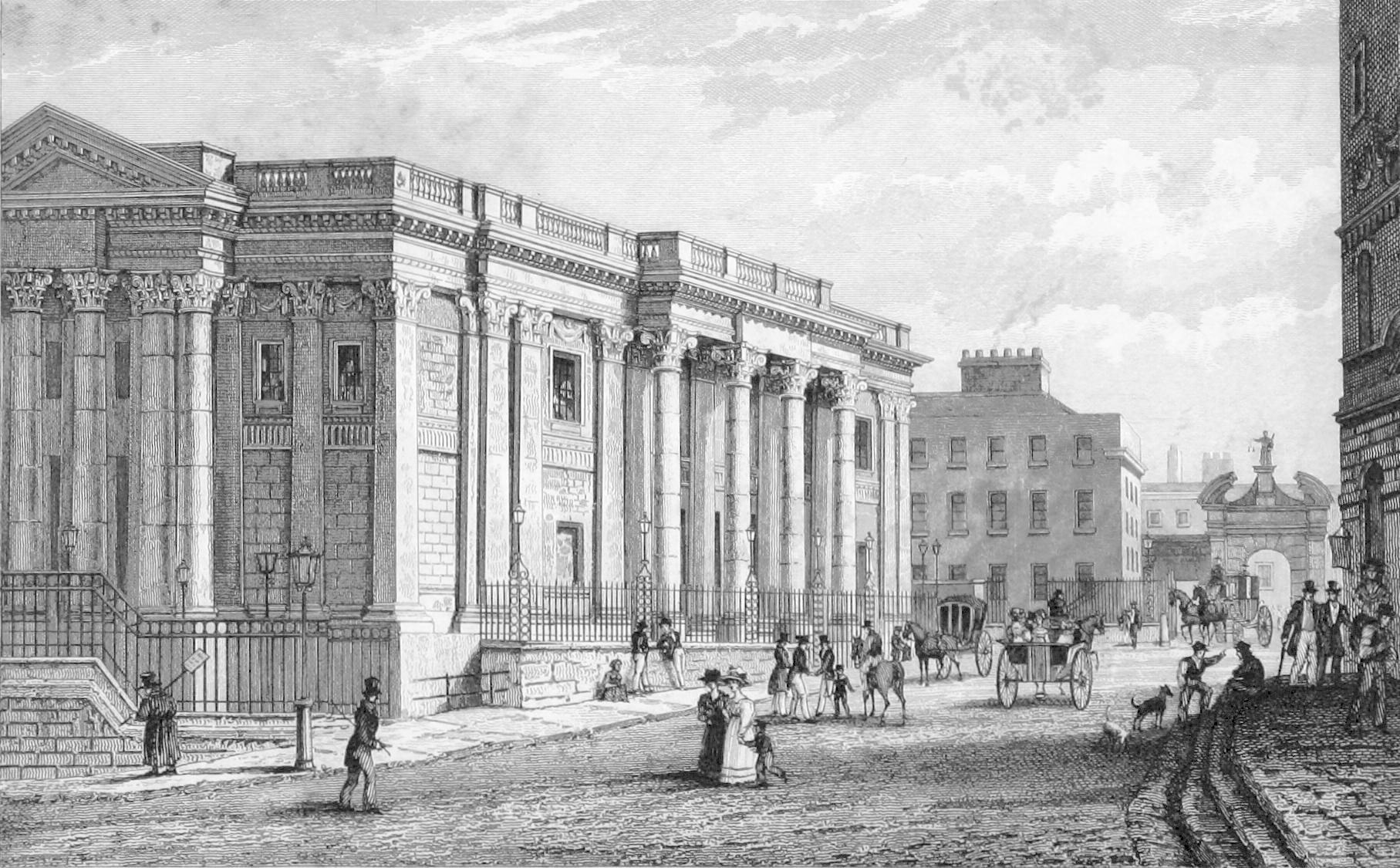
Королівська біржа в 1837 році